# Прец (Мекленбург-Передня Померанія)
Прец (нім. Preetz) — громада в Німеччині, розташована в землі Мекленбург-Передня Померанія. Входить до складу району Передня Померанія-Рюген. Складова частина об'єднання громад Альтенплен.
Площа — 14,15 км2. Населення становить 1016 ос. (станом на 31 грудня 2020).